# Gilbert Duchateau
Gilbert Duchateau (Sint-Truiden, 4 januari 1948 - 24 januari 2021) was een Belgisch schutter.

## Levensloop
Duchateau nam deel aan de Olympische Zomerspelen van 1984 te Los Angeles in het onderdeel 'trap'. Hij behaalde er een 33e plaats in het eindklassement.
Daarnaast behaalde hij in dit onderdeel een zevende plaats in de eindrangschikking op de Europese kampioenschappen van 1989 te Zagreb.